# La Bataille de Trafalgar
Pour les articles homonymes, voir Trafalgar.
La Bataille de Trafalgar est un tableau de Joseph Mallord William Turner exécuté  entre 1822 et 1824. Il a pour thème la célèbre bataille de Trafalgar de 1805, durant laquelle, au large des côtes espagnoles, l'Anglais Horatio Nelson, dont le pays est en conflit avec la France de Napoléon Bonaparte, anéantit la flotte franco-espagnole.
Il est exposé au National Maritime Museum de Greenwich.

## Historique
Le tableau fut commandé par George IV du Royaume-Uni pour le Painted Hall du Greenwich Hospital de Londres. Il s'inspire du tableau Lord Howe lors de la bataille du 13 prairial an II de Philippe-Jacques de Loutherbourg.

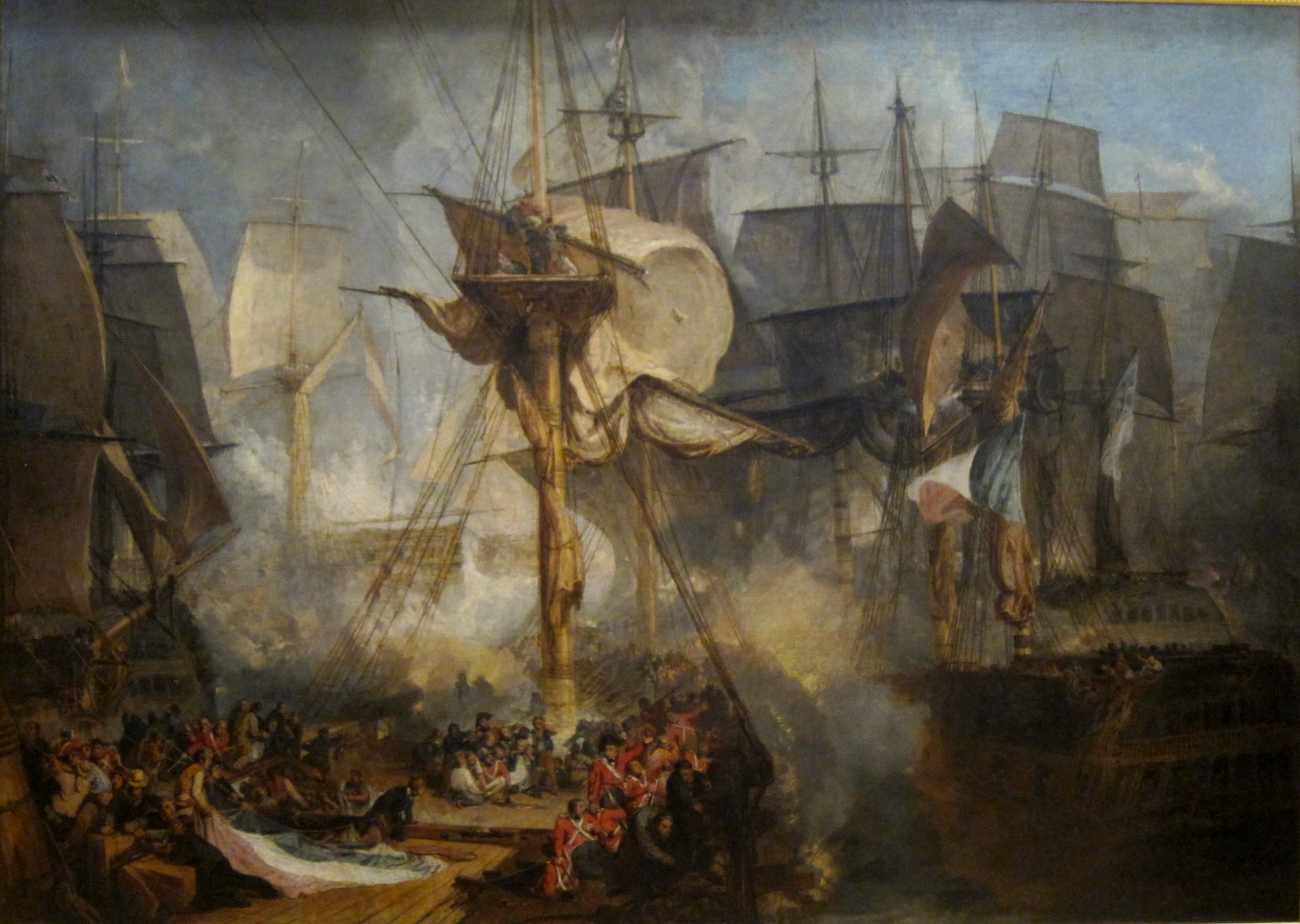
La Bataille de Trafalgar
vue depuis les haubans tribord
du mât de misaine
du, 1806-1808
Tate Britain

Il fait suite au tableau La Bataille de Trafalgar vue depuis les haubans tribord du mât de misaine du  Victory conservé à la Tate Britain à Londres.
Pour peindre les bateaux qui avaient participé à cette bataille navale, Turner utilisa des croquis du peintre J. C. Shetky et des études du navire amiral de Horatio Nelson, le HMS Victory. Cependant, Turner fut beaucoup critiqué pour les erreurs à propos des navires et des évènements qui, en réalité, eurent lieu à plusieurs heures d'intervalle. Turner n'avait pas peint la réalité des faits et à l'époque, ces « libertés » prises avec les faits ne furent pas appréciées par la Royal Navy.
Parmi ces évènements se trouvent :
- le célèbre signal par pavillons de Nelson England expects that every man will do his duty qui précède le combat car il sera remplacé par Engage the enemy more closely une fois la bataille engagée
- la casse d'un des mâts
- L'Achille en feu
- Le Redoutable qui coule

Il s'agit du plus grand tableau de Turner qui fut commandé par la Royal Academy.